# Sharon Walraven
Sharon Walraven, née le 19 juin 1970 à Schaesberg, est une joueuse néerlandaise de tennis en fauteuil roulant. Elle devient paraplégique à l'âge de 23 ans après une chute en patin à glace. 
Elle remporte sept titres du Grand Chelem en double avec sa compatriote Esther Vergeer. Aux Jeux paralympiques de 2008 à Pékin, elle remporte la médaille d'or dans la compétition de double féminin. Aux Jeux paralympiques de 2000 à Sydney, elle remporte une médaille d'argent dans l'épreuve simple féminine. 
Avec Esther Vergeer, Walraven a notamment réalisé le Grand Chelem en 2011, battant Jiske Griffioen et Aniek van Koot dans les quatre finales. La paire a notamment remonté un retard de 5-2 dans le dernier set à Wimbledon et de 6-1 dans le tie-break du deuxième set à l'US Open pour gagner,,,. Le duo a également remporté le Masters. 

## Palmarès

### Simple
| Tournoi          | 2006 | 2007 | 2008 | 2009 | 2010 | 2011 | 2012 | 2013 | 2014 | 2015 | Carrière |
| ---------------- | ---- | ---- | ---- | ---- | ---- | ---- | ---- | ---- | ---- | ---- | -------- |
| Open d'Australie | ?    | ?    | QF   | UN   | UN   | QF   | QF   | QF   | QF   | QF   | 0 / 6    |
| Roland Garros    | NH   | ?    | QF   | SF   | F    | QF   | SF   | QF   | UN   | QF   | 0 / 7    |
| Wimbledon        | NH   | NH   | NH   | NH   | NH   | NH   | NH   | NH   | NH   | NH   | 0 / 0    |
| US Open          | F    | SF   | NH   | SF   | SF   | QF   | NH   | UN   | QF   | UN   | 0 / 6    |

### Double
| Tournoi          | 2006 | 2007 | 2008 | 2009 | 2010 | 2011 | 2012 | 2013 | 2014 | 2015 | Carrière |
| ---------------- | ---- | ---- | ---- | ---- | ---- | ---- | ---- | ---- | ---- | ---- | -------- |
| Open d'Australie | ?    | ?    | F    | A    | A    | W    | W    | SF   | SF   | SF   | 2 / 6    |
| Roland Garros    | NH   | ?    | F    | SF   | F    | W    | SF   | F    | A    | SF   | 1 / 7    |
| Wimbledon        | NH   | NH   | NH   | SF   | W    | W    | SF   | SF   | SF   | A    | 2 / 6    |
| US Open          | SF   | F    | NH   | SF   | W    | W    | NH   | A    | SF   | A    | 2 / 6    |